# Oreobates pereger
Oreobates pereger es una especie de anfibio anuro de la familia Craugastoridae.

## Distribución geográfica
Esta especie es endémica de la provincia de Huanta en la región de Ayacucho, Perú. Habita entre los 1650 y 2900 m sobre el nivel del mar en la vertiente oriental de la Cordillera Oriental y en la cordillera de Vilcabamba.

## Descripción
Los machos miden de 20.5 a 25.4 mm y las hembras de 24.2 a 31.8 mm.

## Publicación original
- Lynch, 1975 : A review of the Andean leptodactylid frog genus Phrynopus. Occasional Papers of the Museum of Natural History University of Kansas, vol. 35, p. 1-51[5]